# 더 싱킹 시티
《더 싱킹 시티》(The Sinking City)는 프로그웨어스가 개발한 액션 어드벤처 게임이다. 공포물 작가 H. P. 러브크래프트의 여러 작품에 영향을 받았으며 1920년대 매사추세츠주 오크몬트의 가공의 도시를 배경으로 한다. 개인 탐정이자 전쟁 퇴역 군인 찰스 W. 리드가 그를 따라다니는 무서운 시각 요소의 원인의 단서를 탐색하는 이야기이다.
더 싱킹 시티는 2019년 6월마이크로소프트 윈도우, 플레이스테이션 4, 엑스박스 원용으로, 2019년 9월 닌텐도 스위치용으로 출시되었다.

## 게임플레이
더 싱킹 시티는 3인친 카메라 시점의 오픈 월드 탐정 게임이다. 플레이어의 퀘스트 결과가 각기 다른 단서와 증거를 탐구할 때 플레이어가 얼마나 관찰력이 있는지에 따라 정의되는 탐구 시스템을 제공한다.
오크몬트시는 7개 구역(Advent, Coverside, Grimhaven Bay, Oldgrove, Reed Heights, Salvation Harbor, The Shells)으로 구성되며 이 지역들 모두 어느 정도 홍수에 영향을 받고 있으며 플레이어는 보트를 이용하여 홍수로 범람한 거리를 안전하게 경유하여 홍수에서 영향을 덜 받은 지역으로 도달하여야 한다. 플레이어는 필요하면 수영할 수 있으나 물이 상당하여 플레이어의 건강과 분별력에 심각한 위해를 초래할 수 있다. 플레이어는 도구나 무기들을 조립하며 이따금씩 이것들을 이용하여 비현실적인 생명체들을 살해하고 환각을 떨쳐버려야 한다. 그러나 오크몬트는 자원이 줄어들고 사회 질서가 파괴된, 격리된 장소이기에 총알을 가지고 선호하는 통화의 돈을 대체하게 된다. 총알을 너무 많이 소비하면 플레이어는 원하는 아이템을 사기 위해 물물교환을 할 수 없게 된다. 또다른 주된 자원은 분별력(sanity)으로, 범죄 장면들을 재구성하고 단서를 식별하기 위해 쓰이는 탐구력에 소비된다. 분별력은 스스로 천천히 재생성되지만 항정신제를 복용하면 더 빠르게 회복이 가능하다.

## 평가
리뷰 애그리게이터 메타크리틱에 따르면 더 싱킹 시티는 혼재된 평균 평점을 받았다. 리뷰를 한 사람들은 이 게임의 각본, 세계관 구축, 사건 해결을 위해 단서로부터 결론을 찾고 이끌어내기 위해 잡는 행위가 없음에 좋은 평가를 내렸으나 전투가 느리고 실망스러운 점을 비판했으며 매우 긴 로딩 시간과 화면 깨짐과 같은 여러 기술적 문제들을 지적하였다.